# Medicinska naklada
Medicinska naklada je hrvatska nakladnička kuća. Djeluje preko 50 godina. Specijalizirana je za područje medicine, stomatologije, veterine i farmacije. Najviše je od svih nakladnika pridonijela hrvatskoj medicinskoj publicistici s više od tisuću naslova. Objavljuje udžbenike i priručnike za srednjoškolsko i visokoškolsko obrazovanje, znanstvene i stručne monografije, popularnu medicinu te znanstveno-stručne medicinske časopise (Biochemia Medica, Cardiologia Croatica, Croatian Medical Journal, Psychiatria Danubina, Nursing journal, Socijalna psihijatrija). Njeguje medicinsko nazivlje na hrvatskom jeziku i prepoznatljiva je grafičkog oblikovanja. Danas je pravnog oblika društvo s ograničenom odgovornošću za nakladničku, tiskarsku i uslužnu djelatnost.